# Цвирка, Пятрас

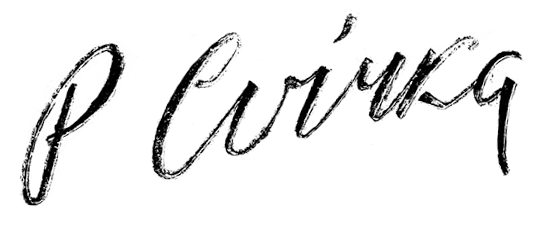
Автограф П. Цвирки

Могила на кладбище Расу; скульптор Юозас Кедайнис; 1950)

Пя́трас Цви́рка (лит. Petras Cvirka, 12 марта [25 марта] 1909, дер. Клангяй Велюонской волости (ныне Юрбаркский район Литвы) — 2 мая 1947, Вильнюс) — литовский советский прозаик, поэт, публицист.

## Биография
Родился в крестьянской семье. Окончил прогимназию в Вилькии (1926). Учился в Каунасском художественном училище (1926—1930).
В 1930—1931 годах участвовал в деятельности каунасского рабочего клуба «Надежда» („Viltis“), входил в литературную группу третьефронтовцев, сотрудничал в литературном журнале «Трячас фронтас» („Trečias frontas“; «Третий фронт»).
В 1931—1932 годах благодаря стипендии общества «Жибурелис» изучает в Париже литературу и искусство. В Париже познакомился с Луи Арагоном. С 1934 года член Общества литовских писателей (Lietuvių rašytojų draugija). В 1936 году участвовал в выпуске журнала „Literatūra“.
В 1936 году посетил Москву и Ленинград, бывал в СССР в 1938, 1939 годах. Активно пропагандировал экономические и культурные достижения Советского Союза. Состоял членом Литовского общества изучения культуры народов СССР, в 1939 году член правления общества и секретарь Общества литовских писателей.
Член КПСС с 1940 года. В 1940 году депутат Народного сейма. На оригинале «Декларации о вхождении Литвы в состав Союза Советских Социалистических Республик», как и на других декларациях Народного сейма, стоит его подпись рядом с подписями председателя Народного сейма Людаса Адомаускаса, заместителей председателя Мечисловаса Гедвиласа и Юозаса Григалавичюса и секретаря Антанаса Венцловы.
Вместе с другими депутатами Народного сейма — писателями Людасом Гирой, Юстасом Палецкисом, поэтессой Саломеей Нерис и другими — вошёл в состав полномочной делегации, которая ходатайствовала перед Верховным Советом СССР о приёме Литвы в состав Советского Союза. В 1940—1941 годах возглавлял организационный комитет Союза писателей Литовской ССР.
Во время Великой Отечественной войны находился в эвакуации — сначала в Кировской области, затем Саратове, Алма-Ате, с 1942 года — в Москве. Участвовал в работе Союза писателей СССР. В 1944 году вернулся в Литву. Председатель правления Союза писателей Литовской ССР (1945—1947). Редактор литературного журнала «Пяргале» („Pergalė“; «Победа»).
В 1947 году был избран депутатом Верховного Совета Литовской ССР.
Умер 2 мая 1947 года в Вильнюсе. Похоронен на кладбище Расу. По словам Антанаса Венцлова, причиной смерти стал атеросклероз.
Антанас Венцлова и Пятрас Цвирка были женаты на родных сёстрах.
Правнучка писателя Виолета Цвиркайте (Violeta Cvirkaitė) — известная литовская певица.

## Память

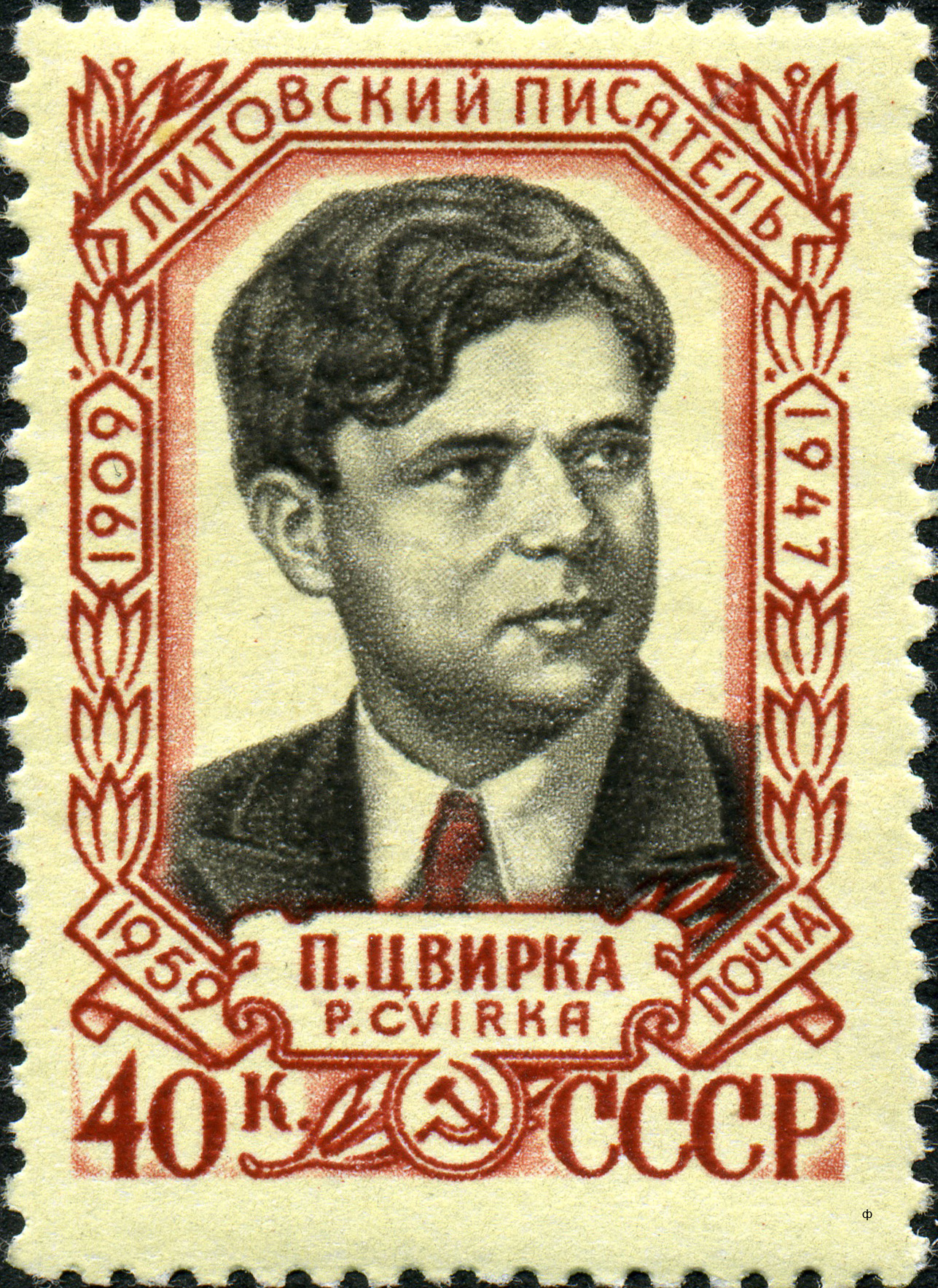
Почтовая марка СССР, 1959 год

- По постановлению, принятому в 1948 году, в 1951 году в Каунасе был открыт мемориальный музей Пятраса Цвирки. После восстановления независимости Литвы в 1991 году преобразован в Музей детской литературы. Ныне в нём имеется мемориальная комната Пятраса Цвирки.
- В 1953 году был открыт мемориальный музей в Клангяй, действовавший как филиал Музея литературы Литовской ССР.
- В 1959 году в Вильнюсе у перекрёстка улиц Йогайлос (Jogailos g., в советское время Капсуко), Пилимо (Pylimo g., в советское время Комъяунимо) и Паменкальнё (Pamėnkalnio g., в советское время Цвиркос) разбит сквер имени Пятраса Цвирки с памятником писателю (скульптор Юозас Микенас, архитекторы Владисловас Микучянис, Игнас Лаурушас). В 1992 году памятник был включён в Регистр культурных ценностей Литовской Республики (код 7286); в 2021 году лишён статуса охраняемого государством объекта культурного наследия в соответствии с приказом министра культуры, по которому не охраняются изображениям ответственных за репрессии против жителей Литвы руководителей и членов коммунистических партий СССР и других лиц.[3] 19 ноября 2021 года памятник был демонтирован.[4]
- С 1994 года мемориальная усадьба-музей Пятраса Цвирки в Клангяй в ведении Юрбаркского самоуправления.
- Личность писателя, рецепция его творчества в критике и литературоведении, биография Пятраса Цвирки реконструирована в монографии „Petras Cvirka“ (1998) Пятраса Браженаса.
- Литературная премия имени Пятраса Цвирки.

## Творчество
Дебютировал в печати стихотворением, опубликованным в 1924; в периодике печатал стихи, рассказы, фельетоны, очерки. Выпущенный в 1928 первый сборник стихов «Первая месса» („Pirmosios mišios“) был конфискован. В 1930 издал сборник новелл «Закат в Никской волости» („Saulėlydis Nykos valsčiuje“). Автор первого литовского сатирического романа «Франк Крук» (т. 1—2, 1934) о разбогатевшем в Америке литовце. Лучшим и наиболее значительным считается его социальный роман из жизни литовского крестьянства «Земля-кормилица» (1935; русский перевод 1937).
Действие романа «Мастер и сыновья» (1936) происходит в годы революции 1905—1907. Колоритные образы деревенских умельцев портного Кризаса и столяра Девейки, доминирование лирического и юмористического начал в романе позволяли критикам называть его литовским «Кола Брюньоном» (Р. Роллана).
В СССР во время войны выпущено несколько его новых книг на литовском языке — сборники рассказов «Рука возмездия» (1942), «Повести об оккупантах» (1943), сборник сказок «Серебряная пуля» на русском (1942) и литовском (1943) языках.
Писал рассказы (сборники «Повседневные истории», 1938; «Корни дуба», 1945; «Семена братства», 1947, и др.), рассказы для молодёжи (сборник «Сахарные барашки», 1935) рассказы для детей, сказки (сборник «Сказки Неманского края», 1948; рус. пер. 1951), очерки, юмористические рассказы, памфлеты, статьи о литературе, очерки (сборник «Сердце Грузии», 1947).
На литовский язык перевёл роман «Двенадцать стульев» И. Ильфа и Е. Петрова (частично использована рукопись незавершённого перевода Пятраса Лауринайтиса; 1937), часть романа Стендаля «Красное и чёрное» (1939), отдельные произведения А. С. Пушкина, Анри Барбюса, Беранже, Пиранделло.
Сотрудничал в газете «Литературос науенос» («Литературные новости» и других литовских периодических изданиях. Использовал псевдонимы A. Cvingelis, Cvingelis, Cezaris Petrėnas, J. K. Pavilionis, K. Cvirka, Kanapeikus, Kazys Gerutis, Klangis, Klangis Petras, Klangių Petras, L. P. Cvirka, Laumakys, P. Cvinglis, P. Cvirka-Rymantas, P. Gelmė, P. Veliuoniškis, Petras Serapinas, S. Laumakys

## Переводы
Первое произведение Пятраса Цвирки в переводе на русский язык опубликовано в каунасской газете «Наше эхо» (рассказ «Чёрт»; 1931) под редакцией Е. Л. Шкляра. Роман «Земля-кормилица» в переводе А. Баужи по авторской рукописи был издан на русском языке в Москве в 1937 в серии «Всемирная библиотека». Впоследствии он неоднократно переиздавался в переводе советского филолога Б. А. Ларина. На русском языке, помимо романов и рассказов, издано множество сказок и рассказов для детей. Выходивший в нескольких языковых версиях советский журнал «International Literature» опубликовал рассказ «Граница» на английском, испанском, немецком, французском языках (1940), позднее в переводах на иностранные языки публиковал отрывки из романа «Земля-кормилица» и рассказ «Соловей». Сборник рассказов «Seeds of fraternity» в переводе с русского на английский издан в Москве в 1955. Произведения Цвирки переводились также на армянский, азербайджанский, белорусский, идиш, болгарский, венгерский, грузинский, кабардинский, казахский, китайский, латышский, молдавский, осетинский, польский, узбекский, украинский, чешский, финский, эстонский и некоторые другие языки.

## Издания

### Собрания сочинений
- Raštai. T. 1—13. Vilnius, 1949—1957
- Raštai. T. 1—8. Vilnius, 1959.

### Сборники и отдельные произведения
- Pirmosios mišios: eilėraščiai. Kaunas, 1928. 31 p.
- Saulėlydis Nykos valsčiuje: apsakymai. Kaunas: Spaudos fondas, 1930. 247 p.
- Adolfas Hitleris: apybraiža. Kaunas, 1933. 104 p.
- Frank Kruk: romanas: 2t. Kaunas: Sakalas, 1934.
- Žemė maitintoja: romanas. Kaunas: Sakalas, 1935. 281 p.
- Meisteris ir sūnūs: romanas. Kaunas: Sakalas, 1936. 248 p.
- Kasdienės istorijos: novelės, skirtos V.Krėvei-Mickevičiui. Kaunas: Sakalas, 1938. 183 p.
- Kasdienės istorijos: novelės, skirtos V.Krėvei-Mickevičiui. Kaunas: Sakalas, 1940. 183 p.
- Bausmės ranka: apysakos apie Lietuvos partizanus. Maskva: Karinė leidykla, 1942. 30 p.
- Apysakos apie okupantus. Maskva: LTSR valstybinė leidykla, 1943. 43 p.
- Sidabrinė kulka: pasakos. Maskva: LTSR valstybinė leidykla, 1943. 48 p.
- Ąžuolo šaknys: apsakymai. Kaunas: Valstybinė grožinės literatūros leidykla, 1945. 246 p.
- Žemė maitintoja: romanas. Kaunas: Valstybinė grožinės literatūros leidykla, 1946. 194 p.
- Brolybės sėkla: apsakymai. Kaunas: Valstybinė grožinės literatūros leidykla, 1947. 57 p.
- Gruzijos širdis: apybraižos. Vilnius: Tiesa, 1947. 37 p.
- Daina: apsakymai. Kaunas: Valstybinė grožinės literatūros leidykla, 1948. 276 p.
- Kruk: romanas. Kaunas: Valstybinė grožinės literatūros leidykla, 1948. 578 p.
- Petro Cvirkos apysakos ir autoriaus biografiniai bruožai. Brooklyn: Laisvė, 1949. 287 p.
- Rinktinė. Vilnius: Valstybinė grožinės literatūros leidykla, 1951. 389 p.
- Frank Kruk: romanas. Vilnius: Valstybinė grožinės literatūros leidykla, 1953. 572 p.
- Žemė maitintoja: romanas. Vilnius: Valstybinė grožinės literatūros leidykla, 1956. 246 p.
- Meisteris ir sūnūs: romanas. Vilnius: Valstybinė grožinės literatūros leidykla, 1957. 351 p.
- Brolybės sėkla: [apsakymai]. Vilnius: Valstybinė grožinės literatūros leidykla, 1963. 95 p.
- Daina: [apsakymas]. Vilnius: Valstybinė grožinės literatūros leidykla, 1963. 27 p.
- Žemė maitintoja: romanas. Vilnius: Vaga, 1965. 258 p.
- Frank Kruk: romanas. Vilnius: Vaga, 1966. 518 p.
- Saulėlydis Nykos valsčiuje: apsakymai. Vilnius: Vaga, 1967. 219 p.
- Kasdienės istorijos: apsakymai]. Vilnius: Vaga, 1967. 147 p.
- Žemė maitintoja. Vilnius: Vaga, 1971. 251 p.
- Ąžuolas: apsakymai. Vilnius: Vaga, 1974. 381 p.
- Meisteris ir sūnūs: romanas. Vilnius: Vaga, 1976. 288 p.
- Žemė maitintoja: romanas. Vilnius: Vaga, 1977. 181 p.
- Meisteris ir sūnūs: romanas. Kaunas: Šviesa, 1982. 156 p. (Mokinio biblioteka).
- Nemuno šalies pasakos. Vilnius: Vyturys, 1988. 372 p.
- Saulėlydis Nykos valsčiuje: apsakymai. Vilnius: Baltos lankos, 1996. 175 p. (Skaitinių serija, 7).
- Nemuno šalies pasakos. Kaunas: Aušra, 1999. 221 p.

### На русском языке
- Собрание сочинений. Вступит. ст. М. Слуцкиса. Т. 1—3. Москва: Художественная литература, 1967—1968., 130 000 экз.
- Избранные произведения в 2-х томах. М., 1984
- Земля кормилица. Москва, 1937. 264 с., 20 000 экз.
- Рассказы. Москва, 1947. 48 с.
- Избранные произведения. Предисл. Ю. Балтушиса. Москва, Гослитиздат, 1948. 520 с.
- Земля-кормилица. Вильнюс, 1949. 288 с.
- Избранное. Москва, Гослитиздат, 1950. 419 с.
- Рассказы. Вильнюс, 1950
- Тайна. М., Детгиз, 1950
- Земля-кормилица. Москва, 1952. 184 с.
- Избранные сочинения в 2-х томах. Вильнюс, 1952.
- Избранные произведения. Вильнюс, 1954. 678 с.
- Земля-кормилица. Москва, 1955. 192 с.
- Сахарные барашки. М., 1955
- Сказки Неманского края. Вильнюс: Гослитиздат, 1956. 128 с.
- Франк Крук. Москва-Лениниград, 1960. 490 с., 70 000 экз.
- Серебряная пуля. Литовские сказки. Москва — Ленинград: Детгиз, 1942. 48 с.
- Петух Певун-Кукаренкун. Сказка. Вильнюс: Гослитиздат, 1949. 15 с.
- Сказки Неманского края. Вильнюс: Гослитиздат, 1952. 126 с.
- Соловушка. Рассказы. Москва — Ленинград: Детгиз, 1952. 112 с. (Школьная библиотека для нерусских школ).
- Стракалас и Макалас: Сказки. Вильнюс: Вага, 1968. 83 с.
- Чудесный родник. Сказка. Вильнюс: Вага, 1973. 25 с.
- Мастер и сыновья. Вильнюс, 1985.
- Сахарные барашки. Москва: Детская литература, 1969. 176 с., 100 000 экз.
- Лисья смекалка. Вильнюс, 1965 г.

## Награды
- орден Трудового Красного Знамени (08.04.1947)